# Park Śląski
Městský Park Śląski byl do roku 2012 známý pod názvem Wojewódzki Park Kultury i Wypoczynku im. gen. Jerzego Ziętka ve zkratce (WPKiW) a česky je nazýván jako Slezský park. Nachází se ve městě a městském okrese Chorzów (Chořov) v katovické konurbaci ve Slezském vojvodství v jižním Polsku. Park s plochou 535 ha je jedním z největších parků v Evropě. Má přívlastek „Zelené plíce Horního Slezska“. Je významným kulturním centrem Horního Slezska.

## Historie parku
Jedním z hlavních iniciátorů vzniku parku byl polský generál a politik Jerzy Ziętek (1901–1985). V roce 1950 bylo rozhodnuto vybudovat park na místě převážně zdevastovaných postindustriálních oblastí hald, smetišť, skládek a zaniklých malých šachet apod. Stavba parku začala v červenci 1951 a na financování stavby byly použity také dary. Park je koncepčně rozdělen na klidovou a kulturní část. V průběhu času byly do parku umístěna mnohá umělecká díla, zoologická zahrada, sportovní stadión, sportoviště, skanzen, lanovka, cyklostezky, restaurace, rybníky aj.

## Atrakce parku
- Aleja Żyrafy
- Hornoslezský etnografický park (Górnośląski Park Etnograficzny) - skanzen
- Japonská zahrada
- Lanová dráha Elka, která spojuje lunapark a Slezský stadion
- Legendia Śląskie Wesołe Miasteczko, do roku 2013 Slezský lunapark (Śląskie Wesołe Miasteczko)
- Promenada generała Jerzego Ziętka
- Slezská zoologická zahrada (Śląski Ogród Zoologiczny)
- Slezské planetárium (Planetarium Śląskie)
- Slezský stadion (Stadion Śląski)
- Rozárium – růžová zahrada
- Socha Žirafa – vysoká abstraktní plastika
- Výstavní síň Klobouk (Kapelusz) ve tvaru evokujícím dámský klobouk, stavba z roku 1968
- aj.

## Galerie

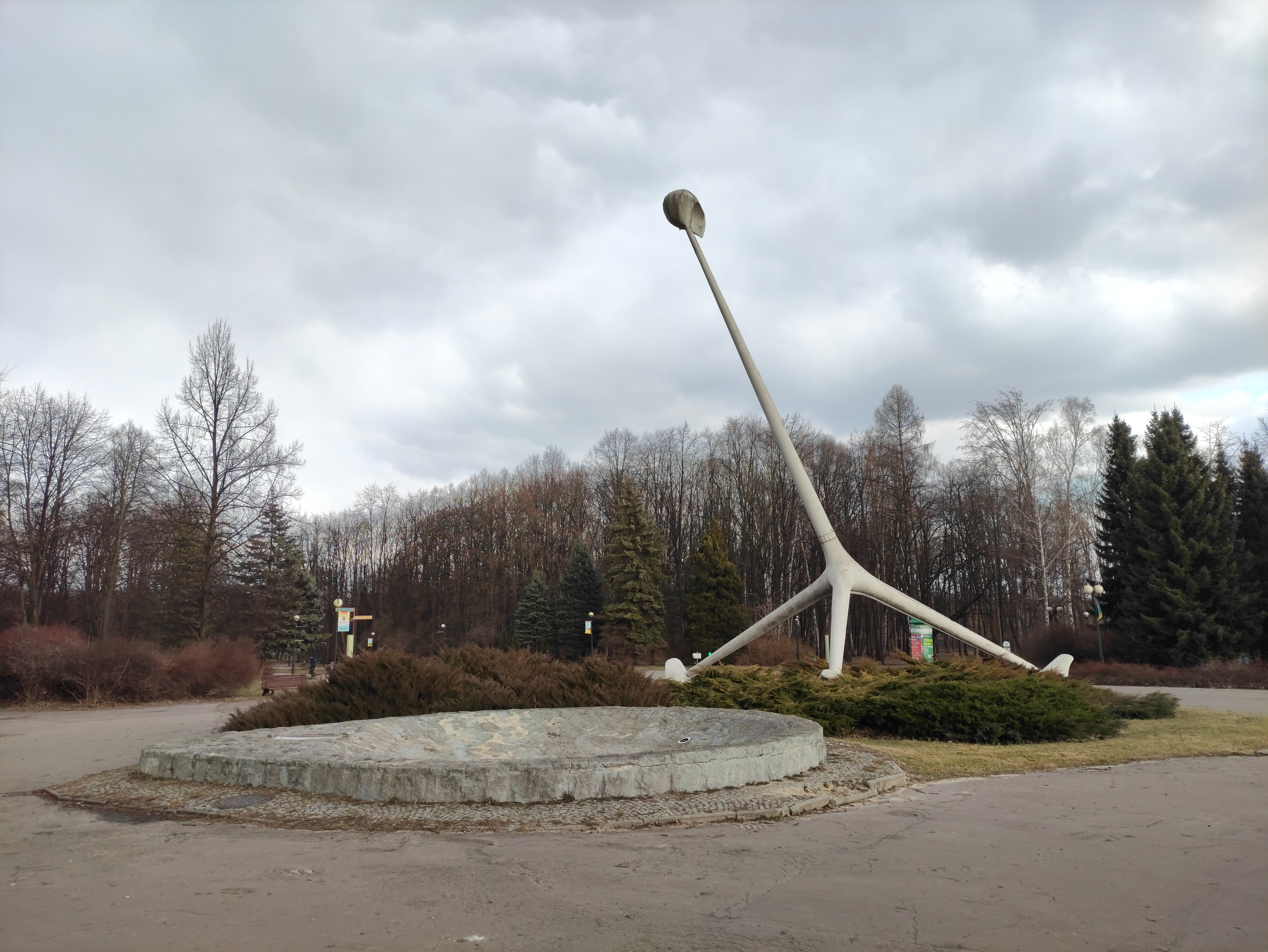
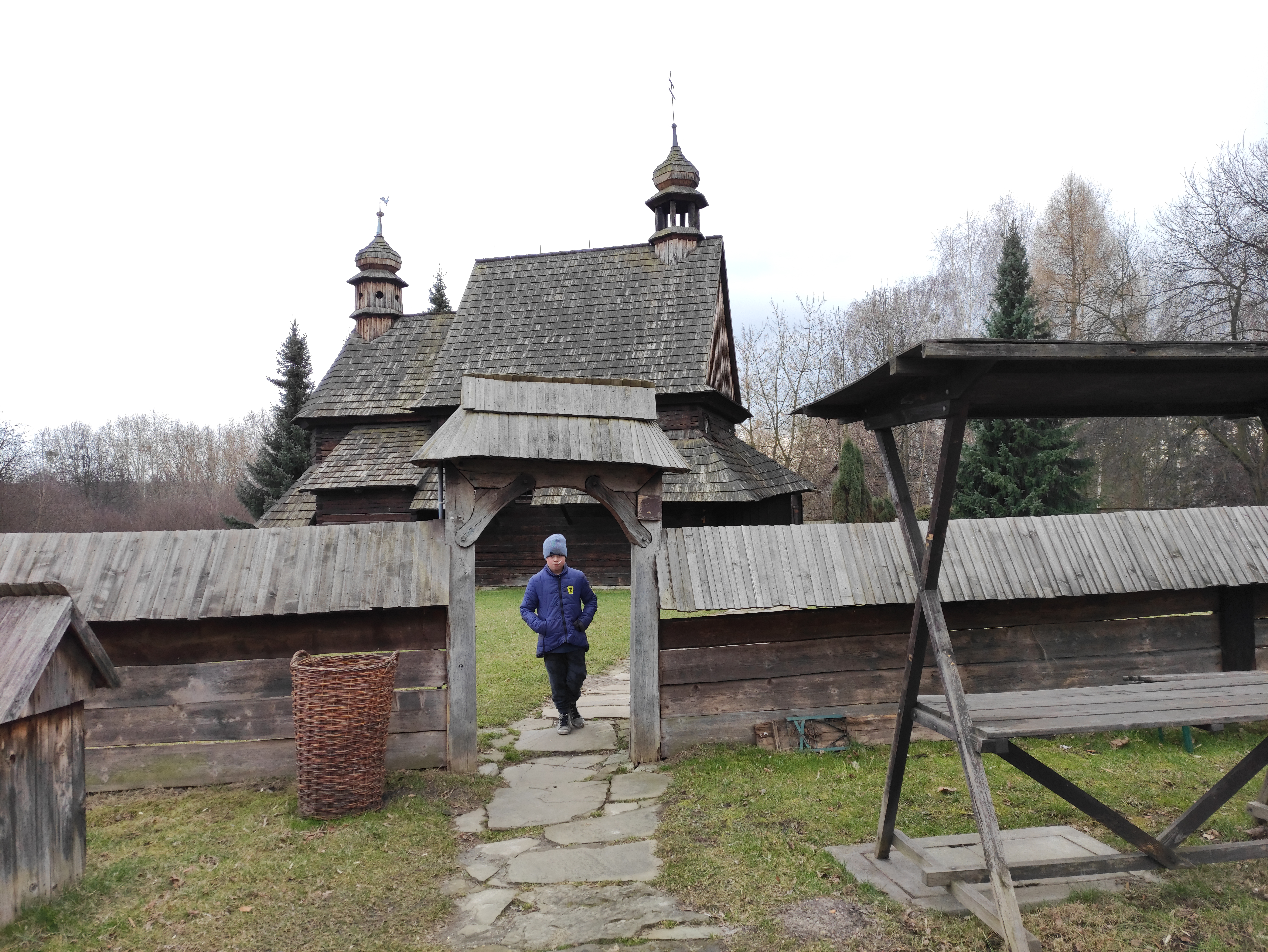
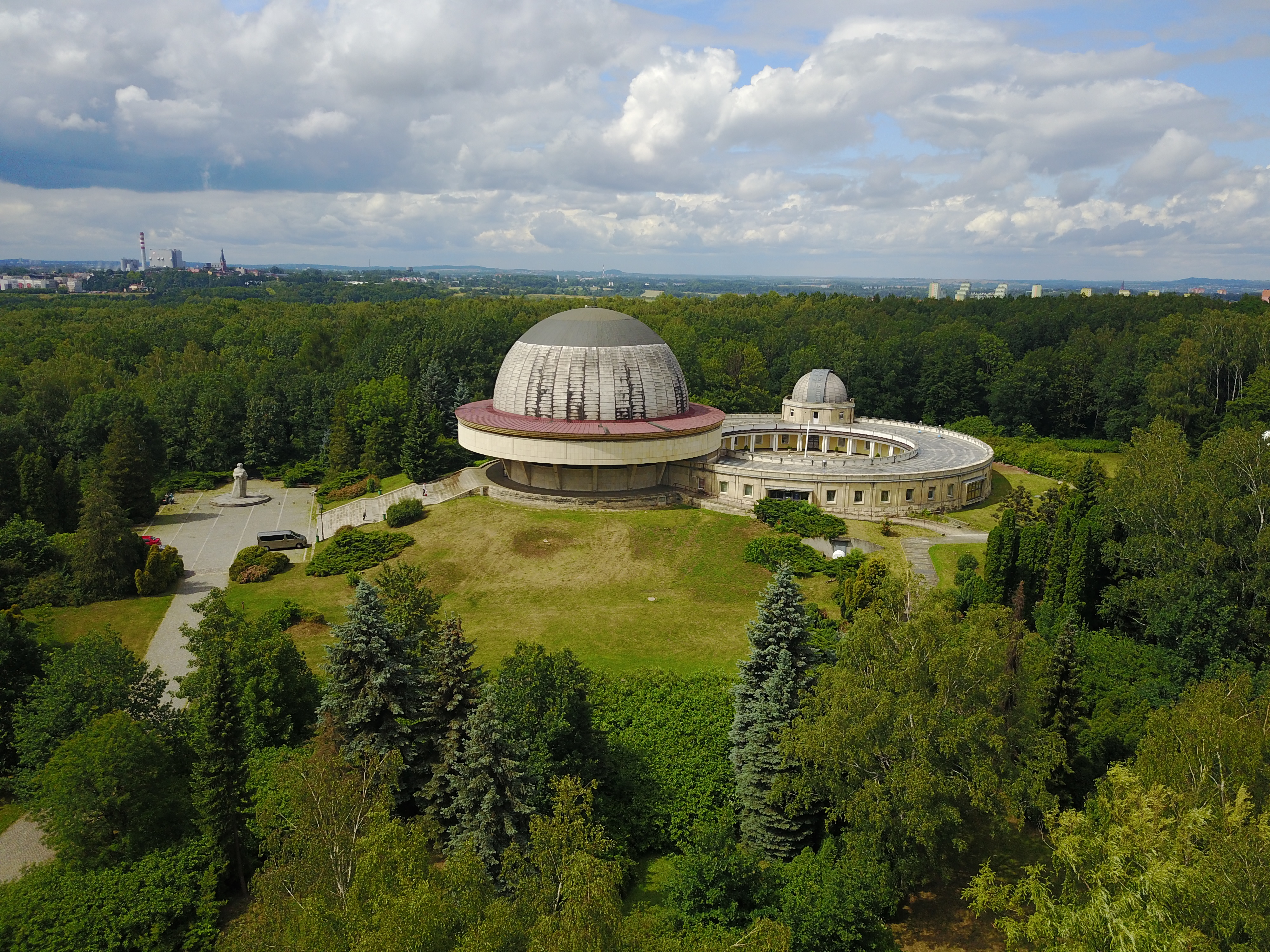
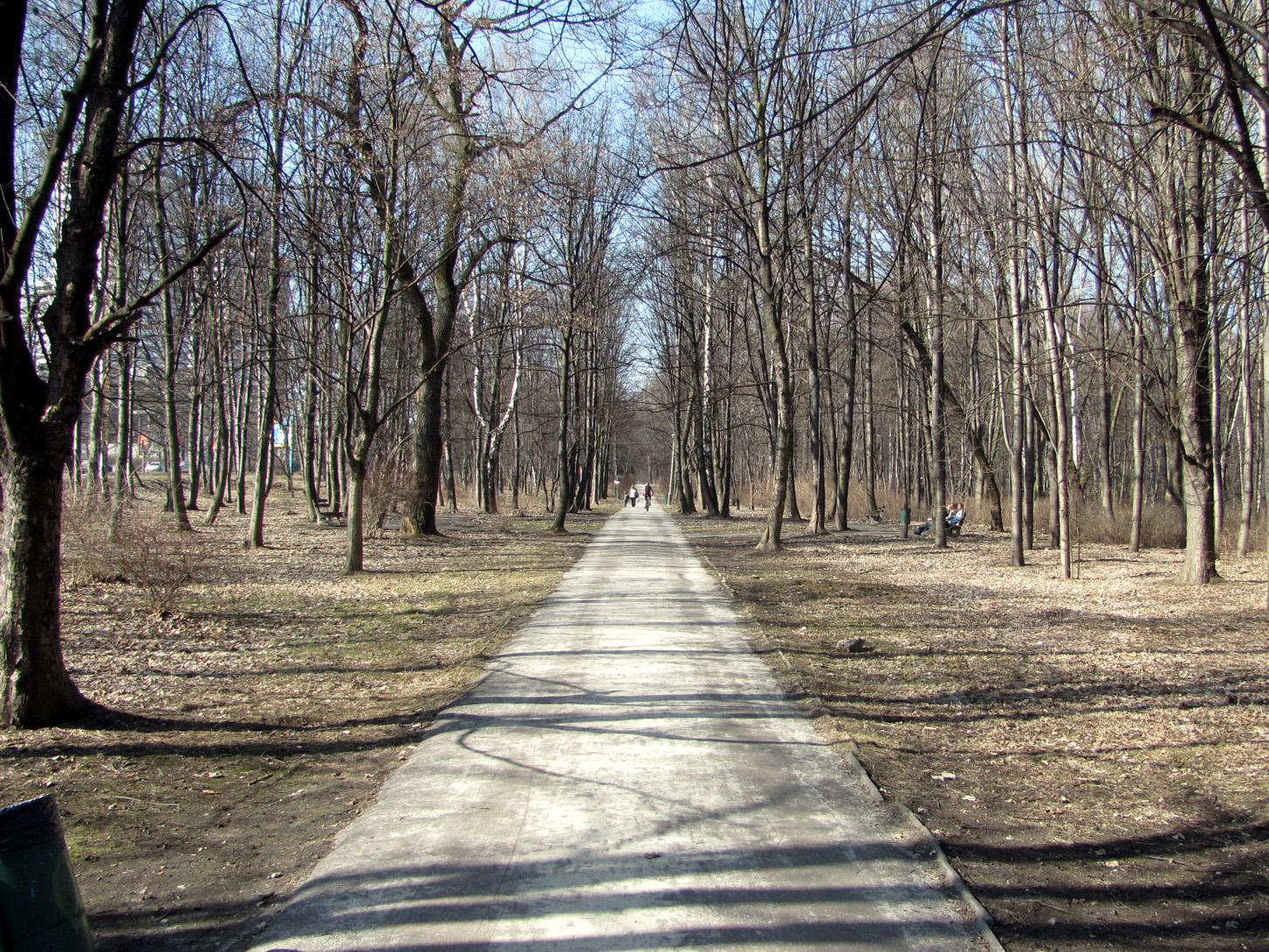
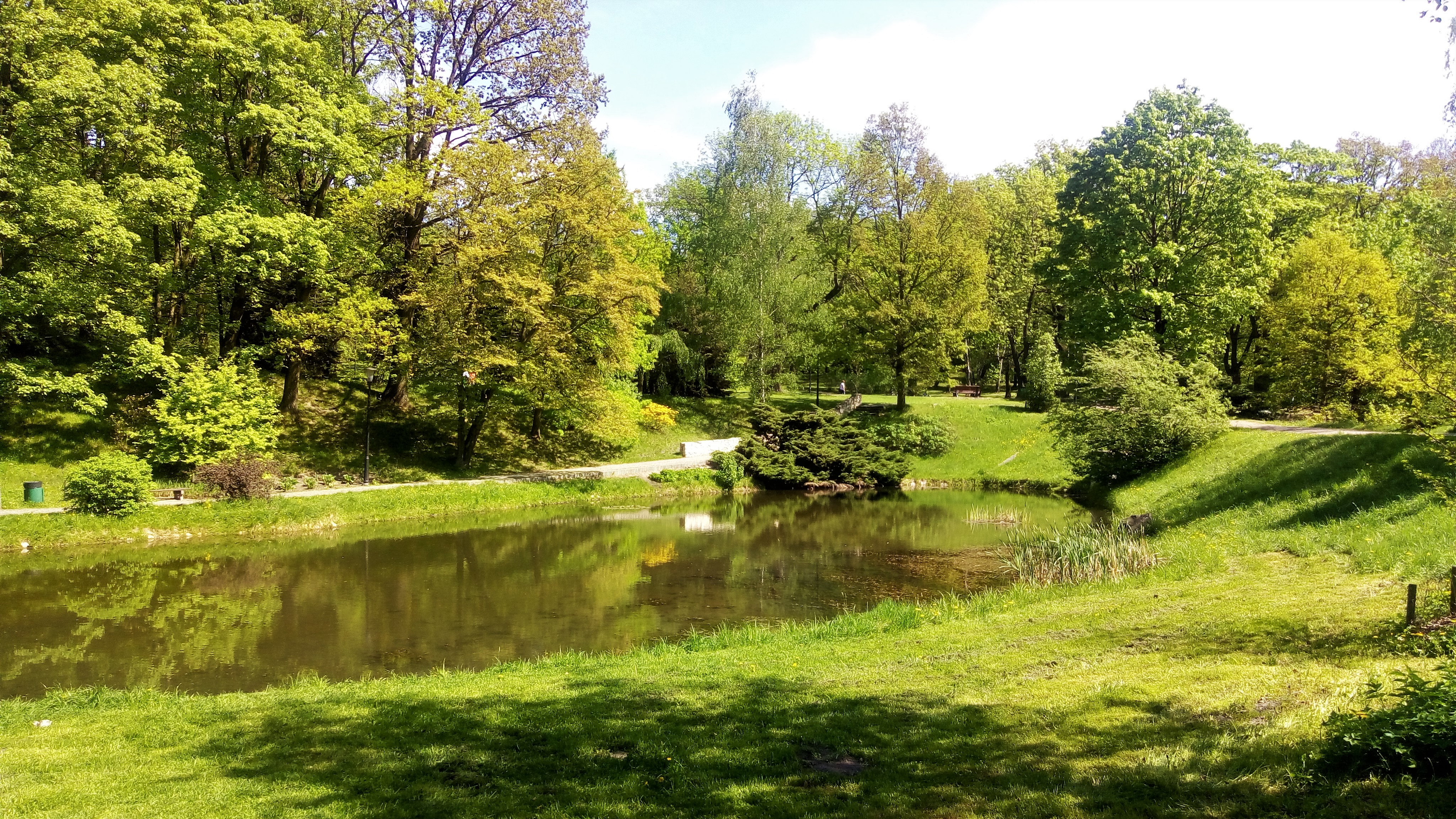
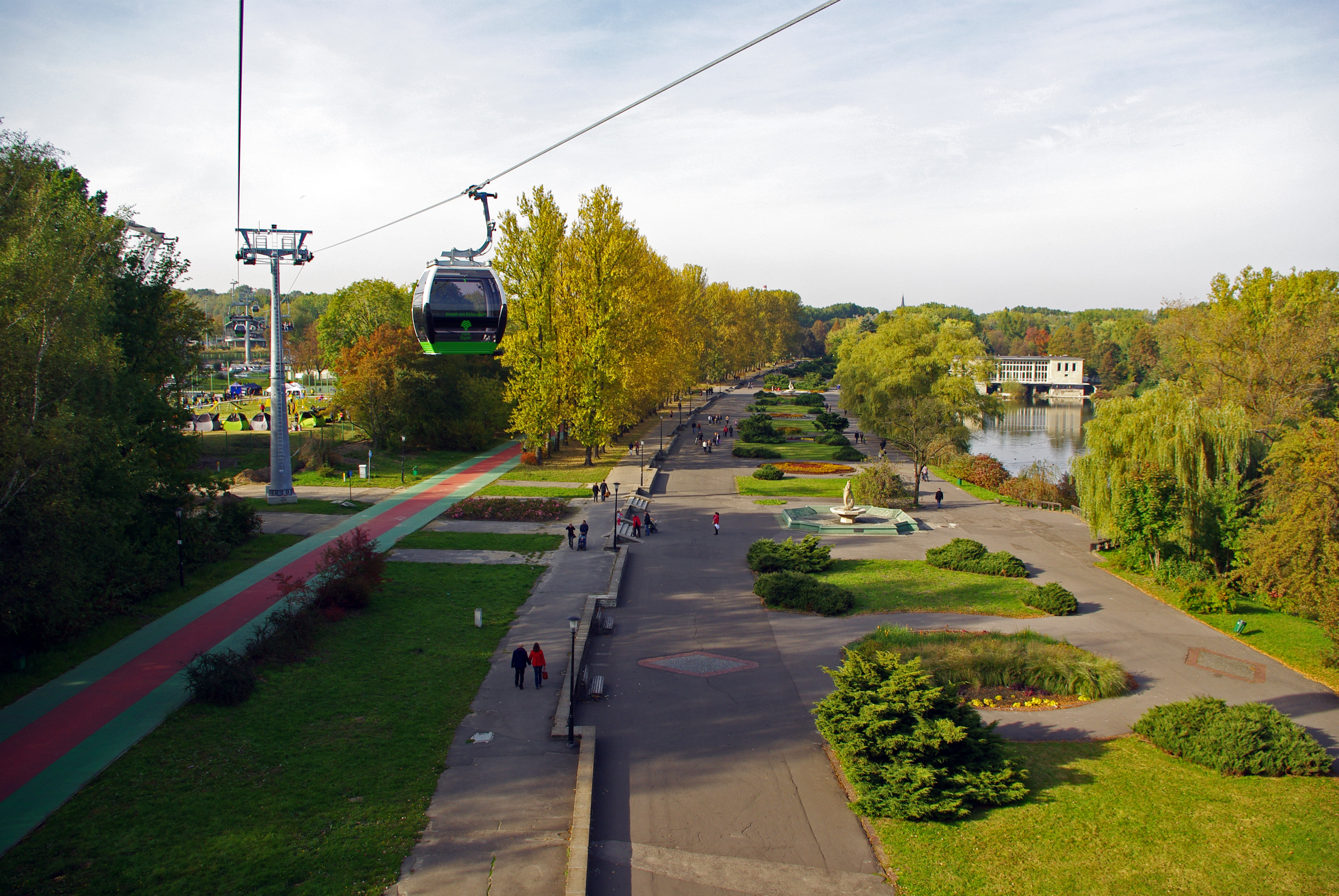
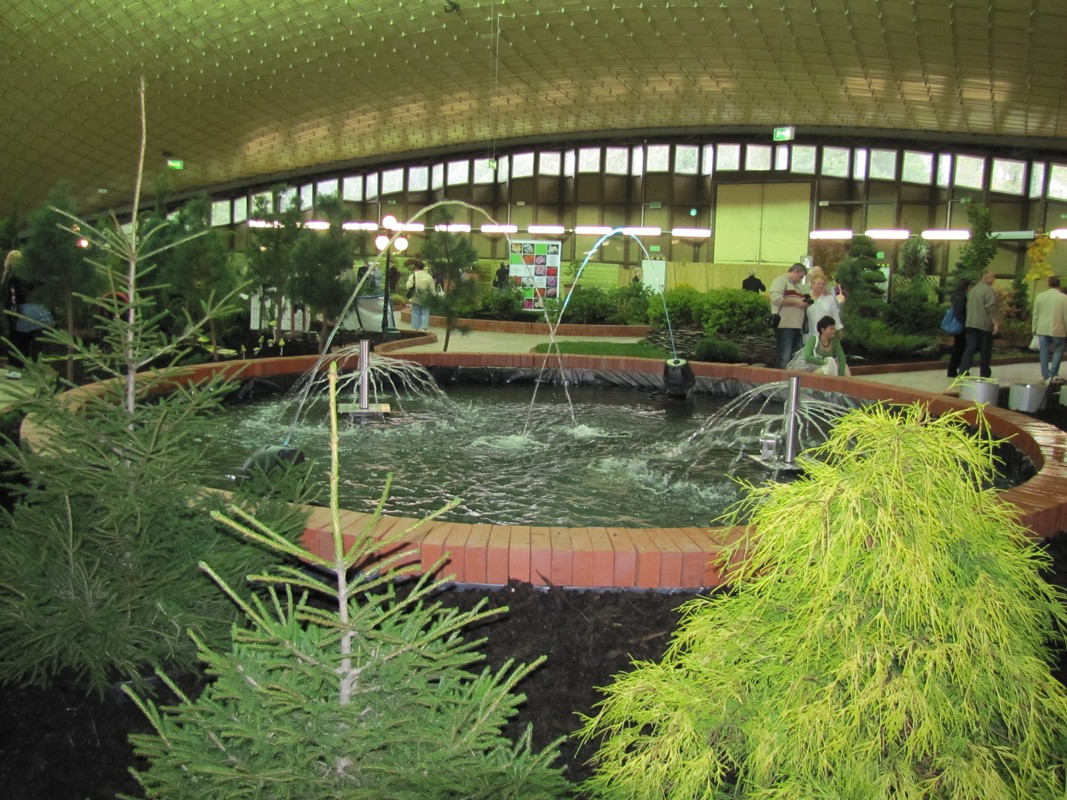
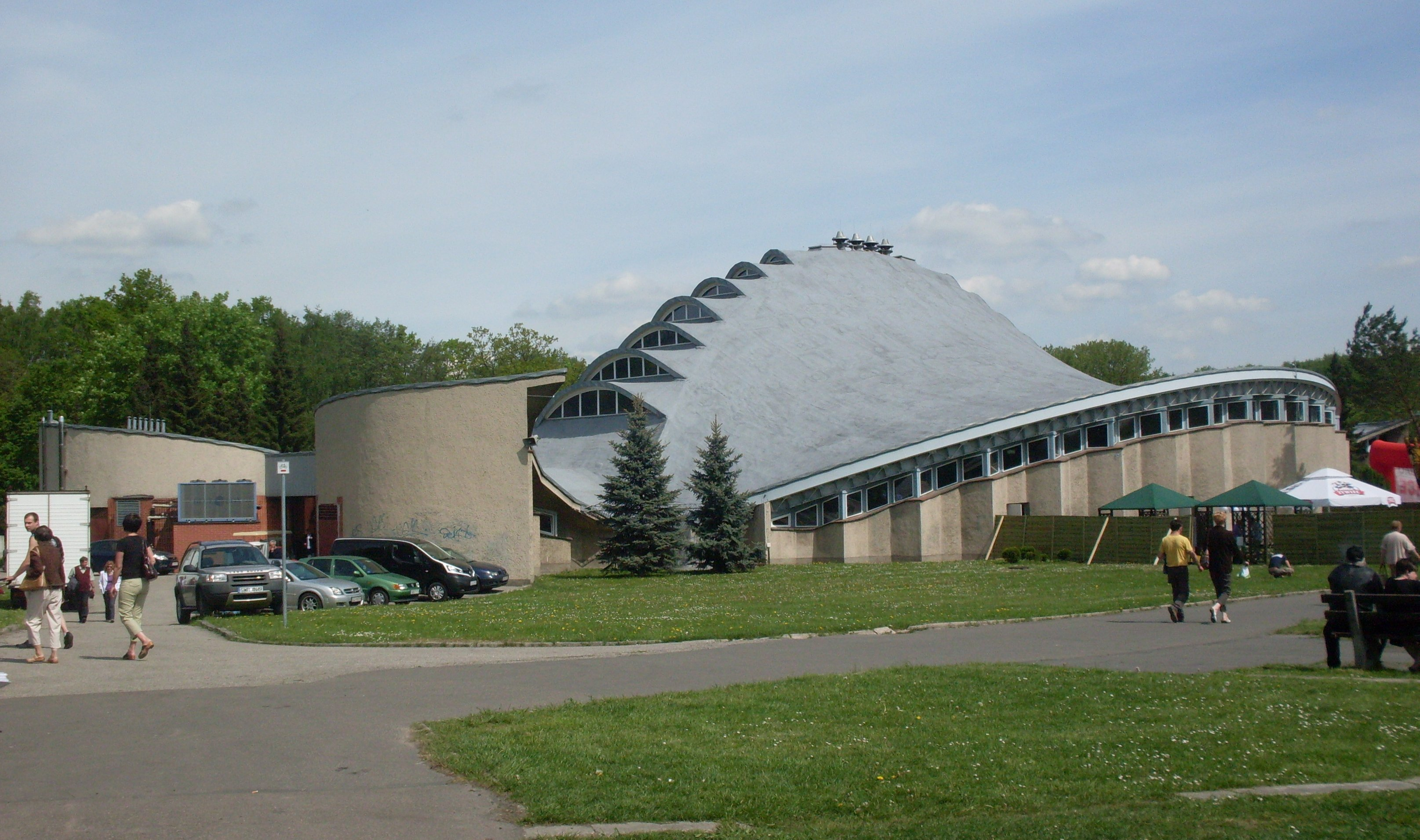
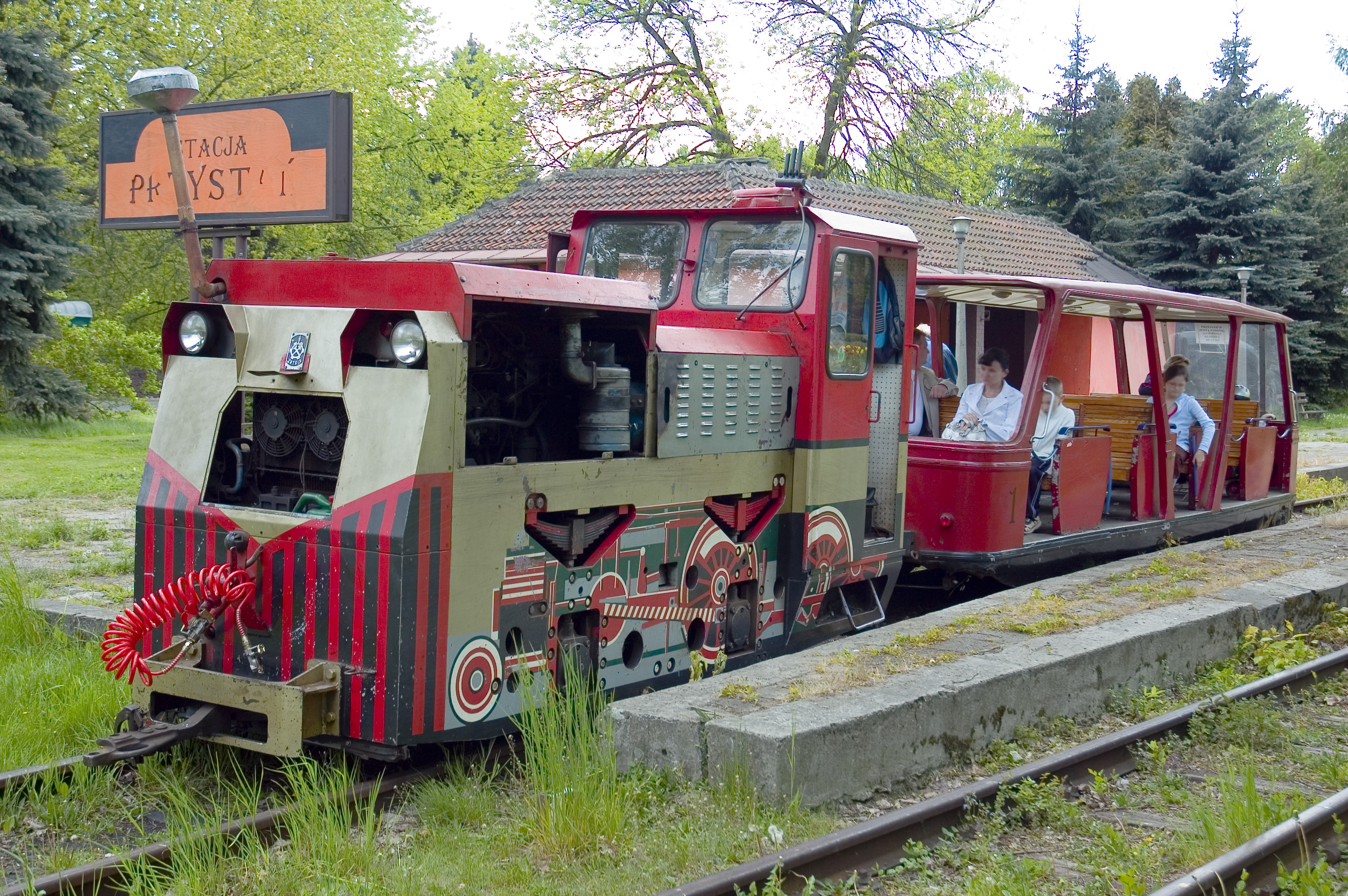
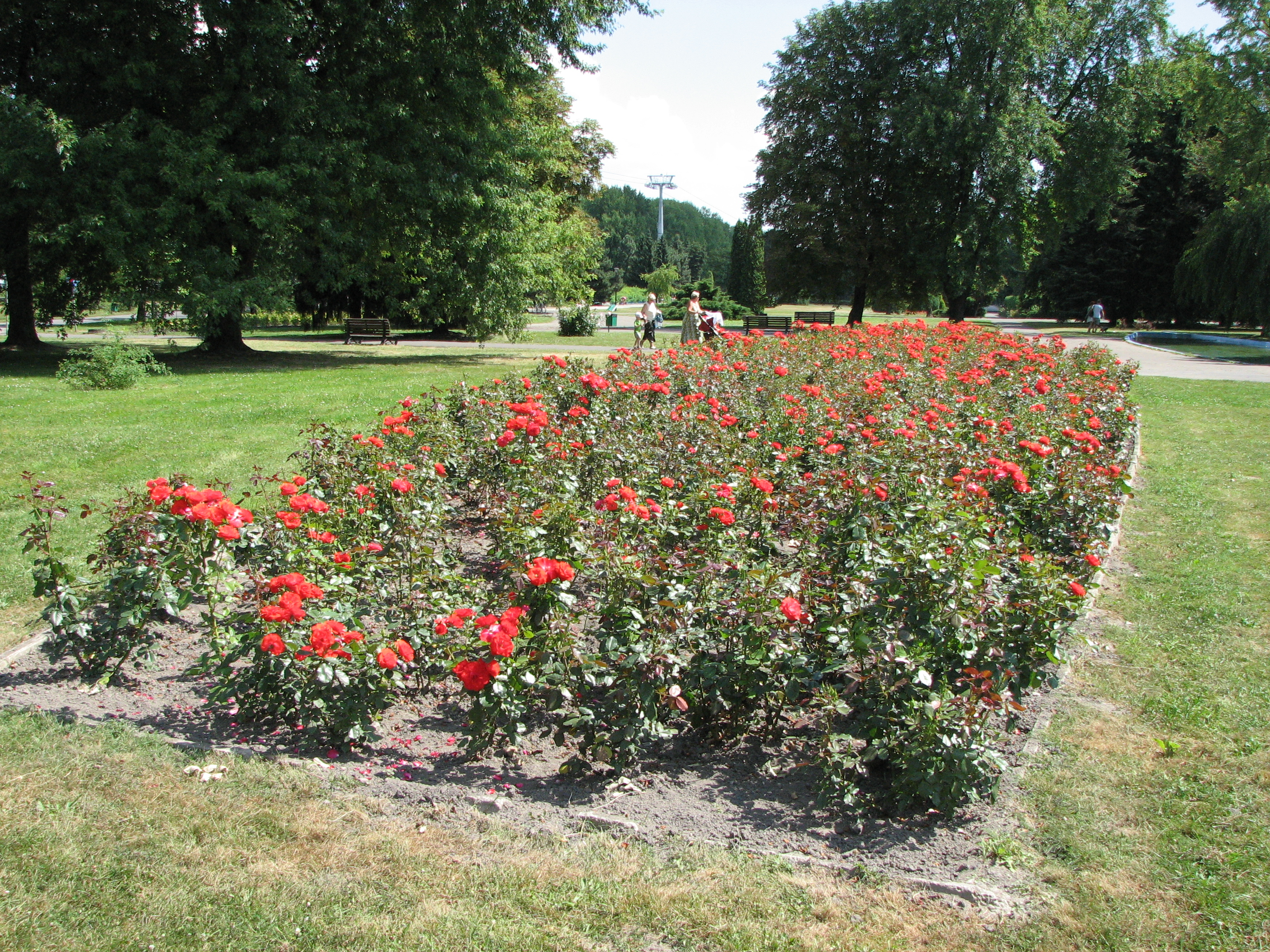
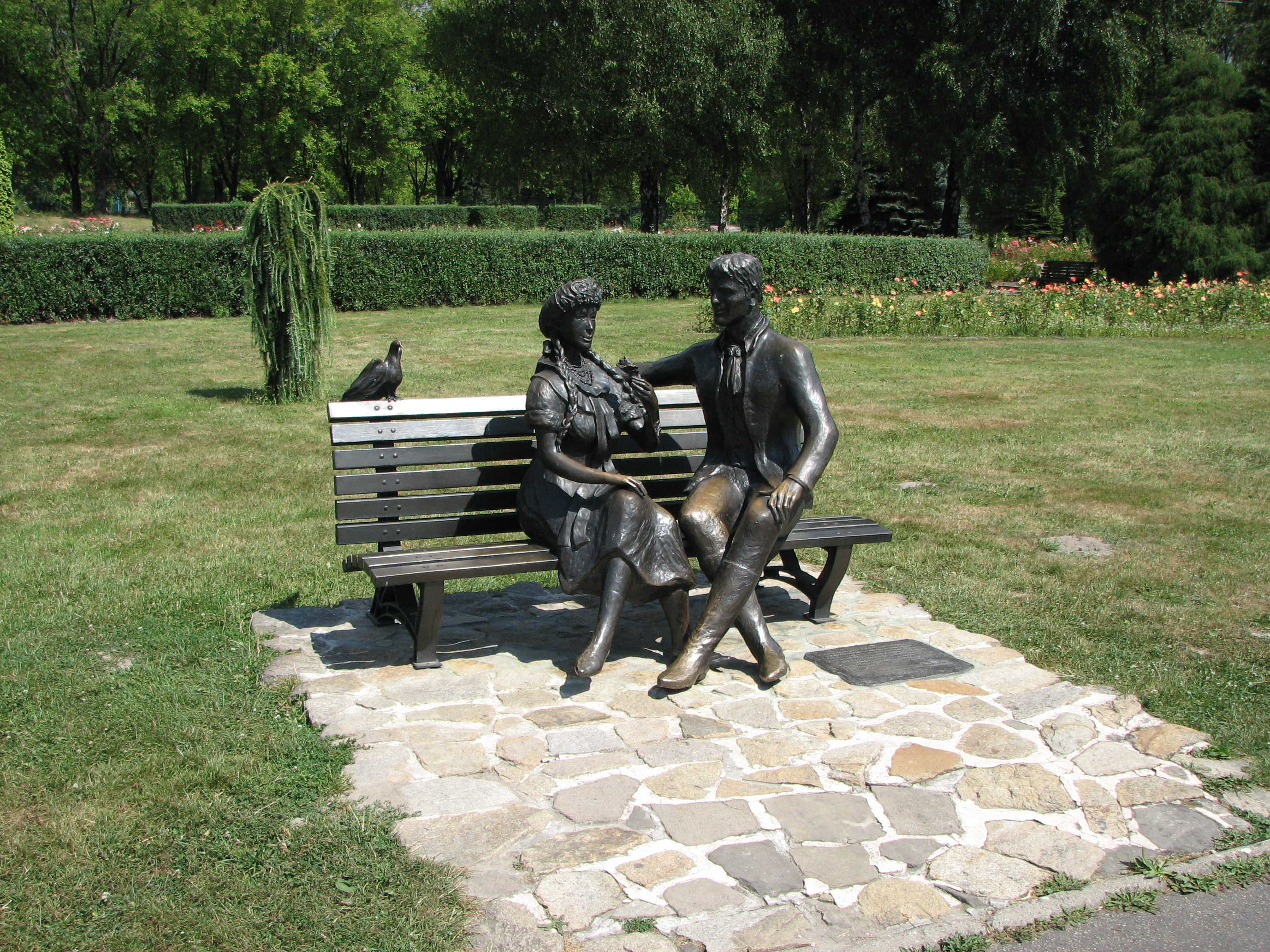
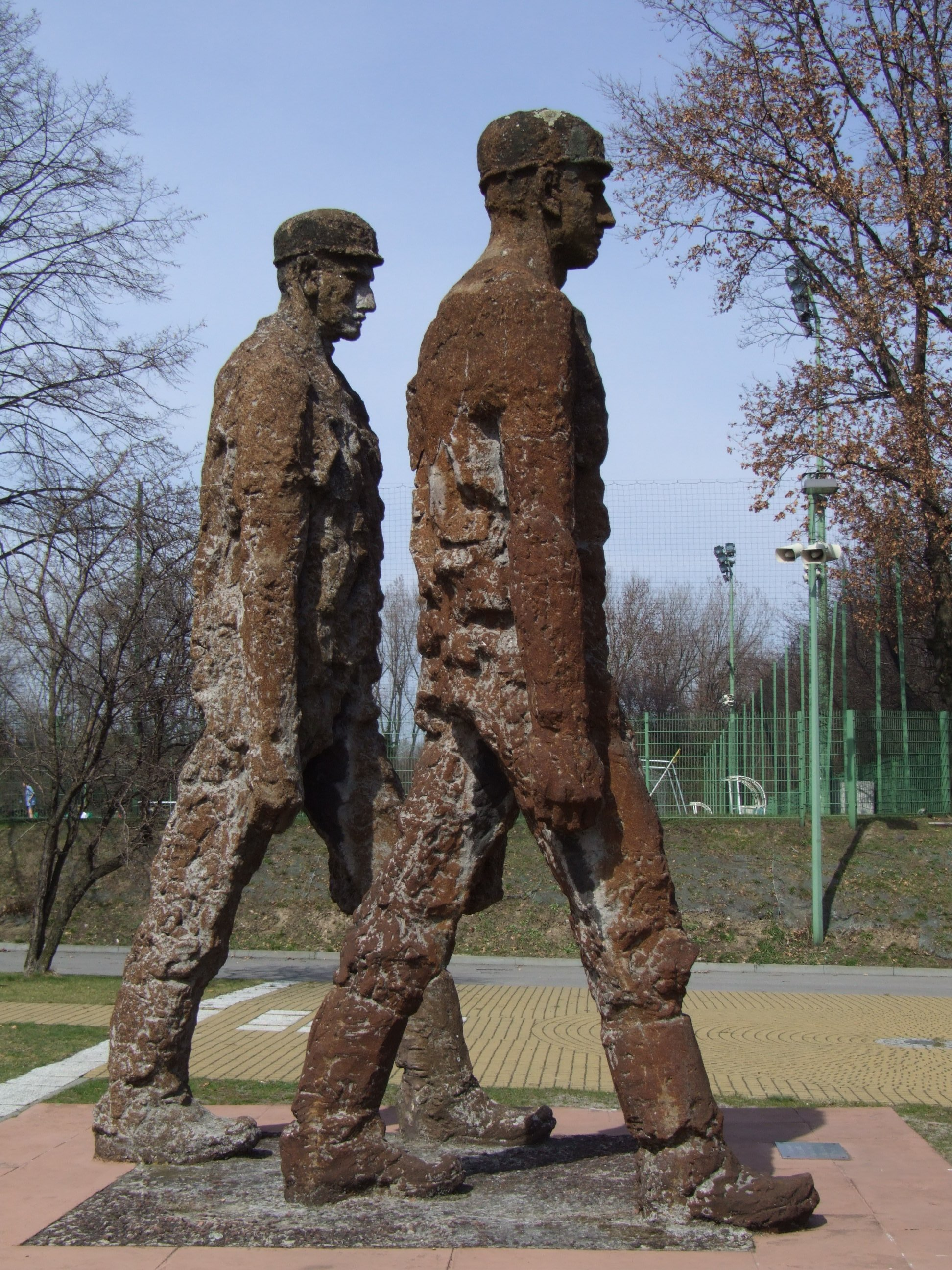
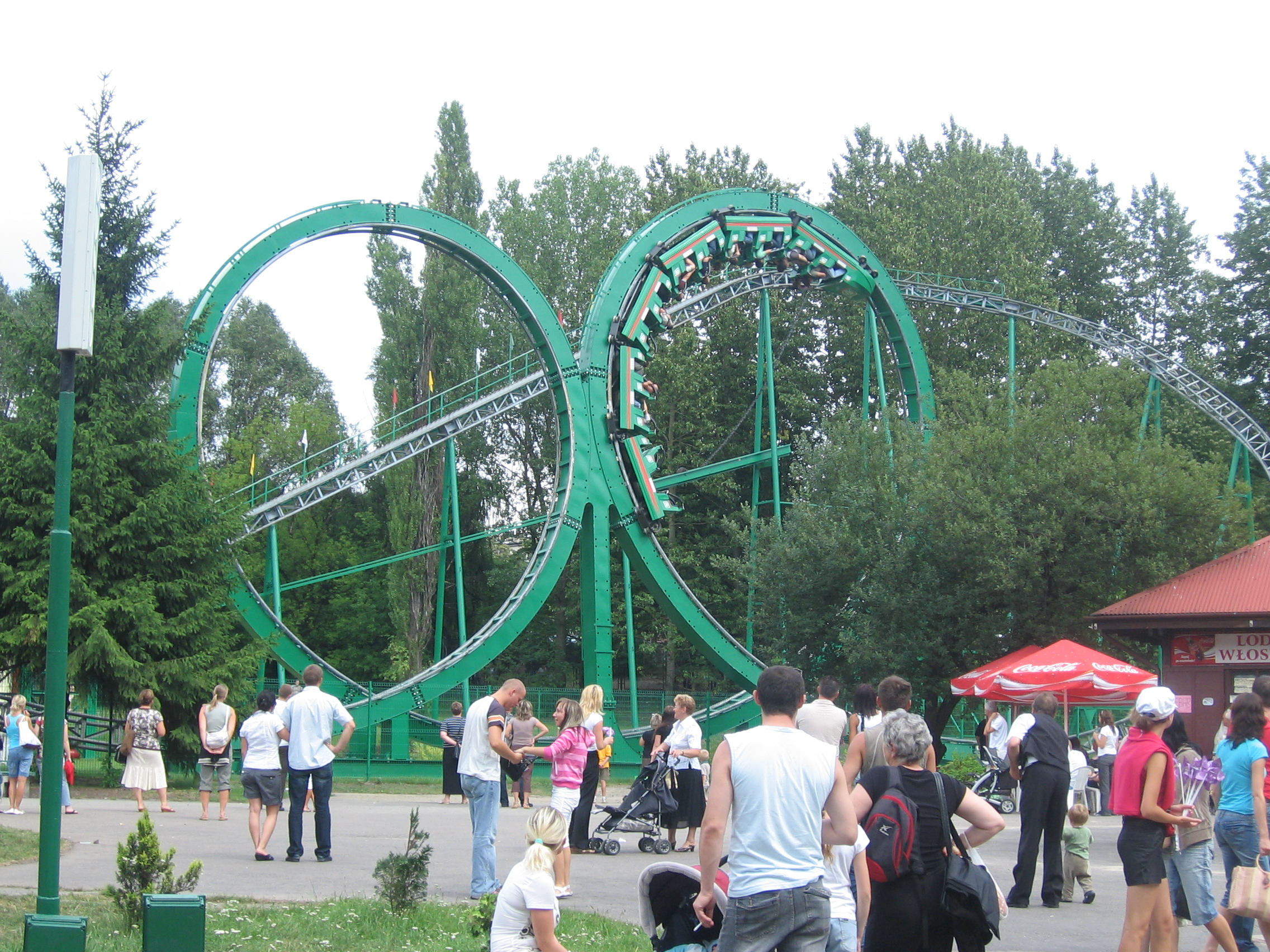
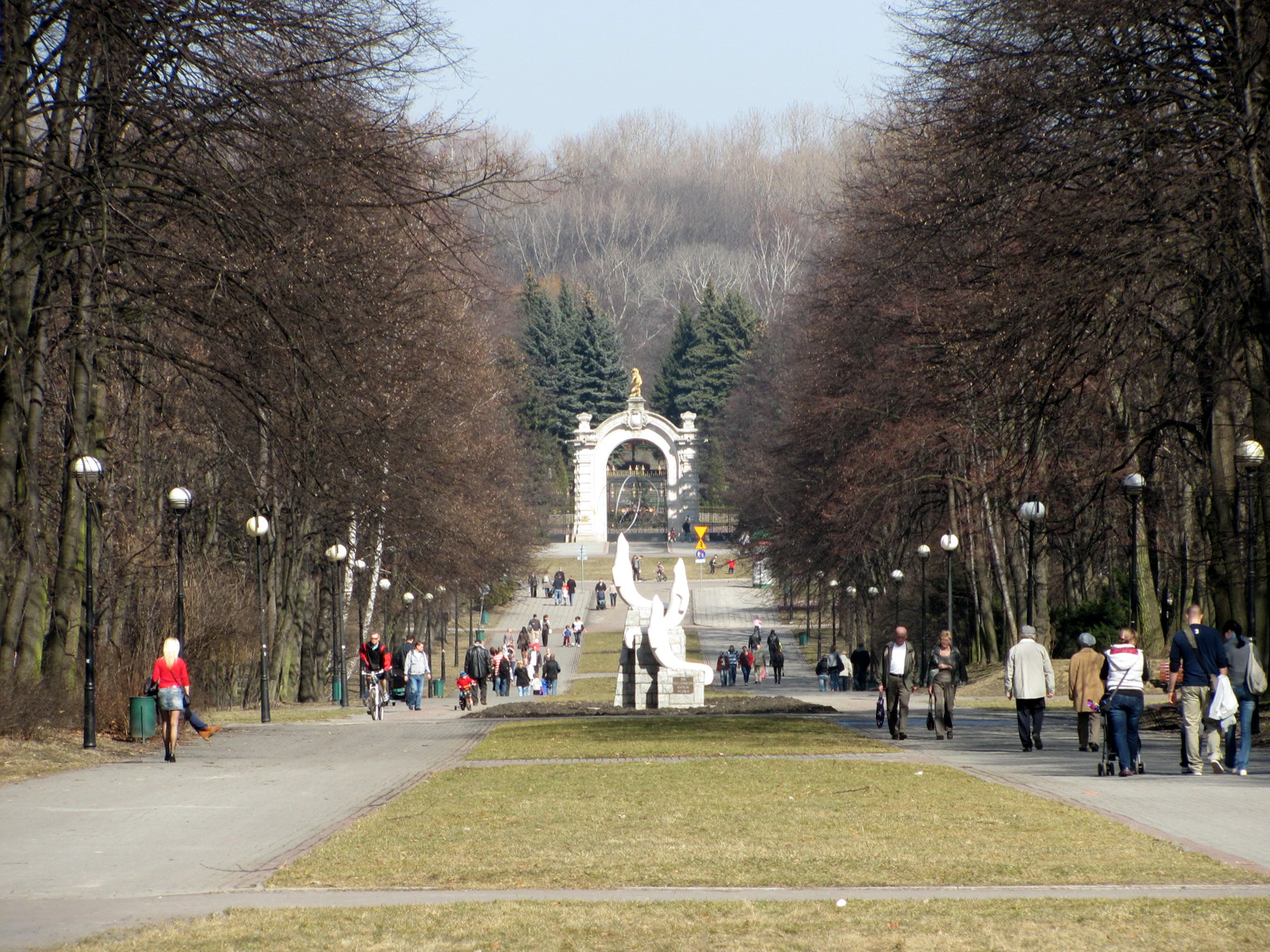
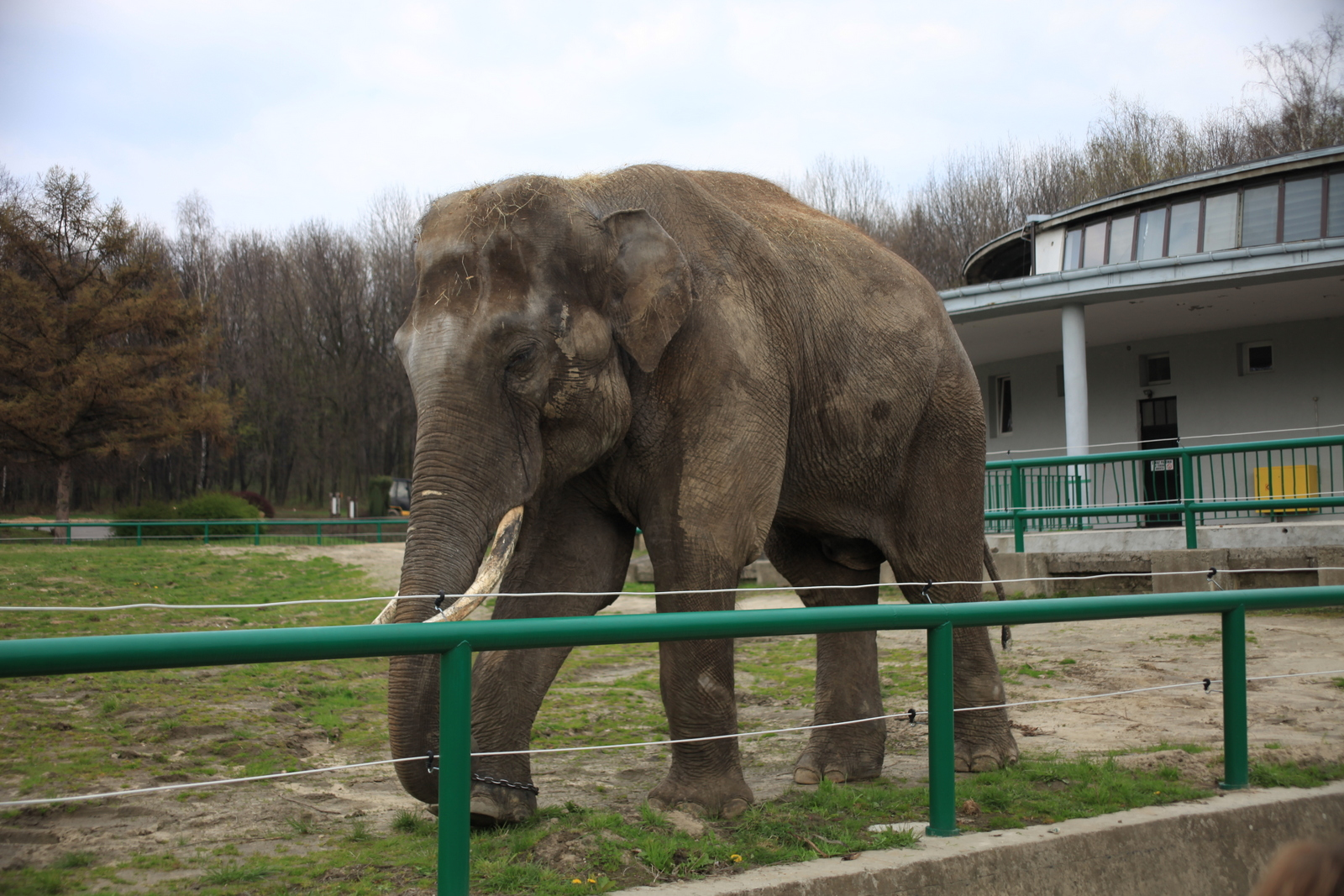